# Microsoft Office Live Meeting
Microsoft Office Live Meeting — застосунок для відеоконференцзв'язку, дозволяє організовувати аудіо- і відео-контакти (за наявності відеокамери) між двома і більше учасниками конференції.